# Barrington J. Bayley
Barrington J. Bayley (Birmingham, 1937. április 9. – Shrewsbury, 2008. október 14.) angol sci-fi-szerző.

## Élete
Iskoláit Newport-ban végezte, majd a  Royal Air Force-nál kezdett dolgozni.

## Munkássága
1954-ben a Vargo Statten Science Fiction Magazine közölte első novelláját. Az angol sci-fi újhullámának részese lett, miután összebarátkozott Michael Moorcockkal a New Worlds szerkesztőjével. Itt jelent meg első hosszabb műve is 1964-ben a The Star Virus. Ezt bővítette, finomította és később könyv formájában is megjelent. Következő regényei az Annihilation Factor és a Collision with Chronos az időparadoxonokkal foglalkozott. 
E témában írt leismertebb műve a The Fall of Chronopolis, melyet 1974-ben írt. Ezután írt pár könnyed, de filozofikus robotregényt, egy űroperát nagyhatalmú idegen ruhadarabokról és egy Philip K. Dick-díjra is jelölt könyvet a legtökéletesebb fegyver kereséséről (The Zen Gun).
A legmaradandóbbat mégis novelláival alkotta, melyek számos magazinban, antológiában megjelentek, rangos elismeréseket is elért velük.